# 第三套全国中小学生系列广播体操
《第三套全国中小学生系列广播体操》是中华人民共和国教育部为提高学生课间活动质量、增进学生体质而于2008年9月面向全国推行的一套广播体操，共包含四个部分，是以1998年和2002年前两套的基础上创编而成，提高了对学生运动幅度和协调力的要求。系列广播体操的教学资料由人民教育出版社制作发行。雖然外界对該體操普遍持支持态度，认为新操“有趣”且“动作更加灵活”，但也有“花哨不务实”、“内容零碎”的批评声，其实际推行效果也并未达到预期，致使学校另辟蹊径，寻求多元化的课间活动。

## 内容
本套体操由小学的《七彩阳光》《希望风帆》和中学的《舞动青春》《放飞理想》四套组成，每套体操共有9节：预备节、伸展运动、扩胸运动、踢腿运动、体侧运动、体转运动、腹背运动、跳跃运动、整理运动，除预备节为48拍外，其他均为88拍。前后两组中也有难度上的差别，可供学校自主选择。

## 创编与推行
中小学生广播体操于1998年推出了第一套，2002年推陈出新，尽管新版的出现能够满足学校的实际情况，但教育部方面认为其运动幅度和运动量过小，未完全符合中央7号文件的要求，因此决定借着北京奥运的势头再创新版，以期激发学生的运动热情。为此，教育部和人民教育出版社联合抽调相关专业人士组成创编工作组，吸取全国各地学校的意见。
北京体育大学体育艺术系主任马鸿韬称新操必须符合学生锻炼实际，时间适度，还要使每一套操都具有独特的风格。创编人员针对试做时反馈出的问题进行了多次修改，广泛收集街舞、武术等运动的题材，力求使之简洁有层次，衔接更加紧密。教育部原副总督学杨贵仁认为这是“基本操”，不仅替多数能力不够的学校减轻负担，还能以科学统一的标准衡量一个学校的管理水平，从而使各校的师生都能接受，完全符合中国教育“一个大纲之下百花齐放”的改革方向，但他同时希望能够以此抛砖引玉。首都体育学院生理生化教研室的崔玉鹏博士称运动强度将提高至中低等级，学生做操完毕的基本感觉会处在“微出汗”和“出汗”之间。
系列广播体操于2008年5月20日审定完成并通过。2008年8月，人民教育出版社制作发行了光盘及教材，并免费赠送给西部的中小学校，包括因汶川大地震而亟待重建的四川地区；人教社也将教学视频上传至其官方网站。新体操在2008年新学年开始时正式推行，由于刚刚实施，将为熟悉第二套的学生采取新旧交替的过渡方式组织练习，新生则直接训练新操。

## 反响
外界对新系列体操的反响良好。广播体操科研组的问卷调查显示，超过八成的学生对这套新广播体操表示“很喜欢”或“比较喜欢”。北京八中的初中生试做《舞动青春》后反映，本套体操的节奏快、动作变化复杂，比第二套学起来更吃力，但也能练习6次之后便可完整做完，让该校体育组负责人觉得“学生接受能力尚可”。该校部分初一女生认为，《舞动青春》的不少地方感觉像在跳舞，特别是整理运动，总体感觉“挺好玩”。海淀区双榆树中心小学的体育委员焦小旺针对《七彩阳光》也做出了“更加活泼”但“脑子有点转不过来”的评价。北京四中的朱伟老师认为，新操不像以往的那样生硬，动作也更灵活舒展。
《北京晨报》刊文称，有专家认为系列体操的每个部分都独具一格：《七彩阳光》的体转运动模仿了大象左右摇摆的动作；《希望风帆》在方式变化上借鉴了海军旗语的手势，象征“扬帆起航、活泼成长”的寓意；《舞动青春》让人感觉到自己就像是在做健美操和街舞；《放飞理想》动感十足，融入了拳术和太极的要领。
但新广播体操也惹来了一些非议，北京市东城区某体育老师认为体操“比较花哨”，学生的动作不很到位，锻炼效果“不太务实”。另有体育老师认为，广播操内容很碎，不对称的动作太多，无法将协调力度完美地结合起来。推行效果也并不尽如人意，有些学生做操时因跟不上节奏而往往 “点到为止”，抓紧开始下一个动作，有些则只是“糊弄性质的简单比划”。有鉴于此，常州博爱教育集团的两大校区于2014年废除了广播操，让学生挑选自己喜爱的体育活动；其他学校也开始将系列体操替换为“啦啦操”、“兔子舞”等以丰富同学们的课外生活。